# Sylvain Grysolle
Sylvain Grysolle (* 12. Dezember 1915 in Wichelen; † 19. Januar 1985 in Aalst) war ein belgischer Radrennfahrer. Seine Profikarriere dauerte von 1936 bis 1950.
Sylvain Grysolle galt als Klassikerjäger. Bereits in den Jahren 1935 und 1936 konnte er das Rennen Schaal Sels Merksem für sich entscheiden, 1937 den Scheldeprijs und den Grote Prijs Stad Zottegem. 1938 folgten noch die Siege bei der Kampioenschap van Vlaanderen und beim Omloop der Vlaamse Gewesten.
Der Ausbruch des Zweiten Weltkrieges hatte auch Auswirkungen auf die internationalen Radrennen, aber besonders während und nach dem Krieg konnte Grysolle seine größten Erfolge feiern. 1941 gewann er den Wallonischen Pfeil, 1945 zum zweiten Mal die Kampioenschap van Vlaanderen und außerdem die Flandern-Rundfahrt (vor Albert Sercu und Joseph Moerenhout), 1946 belegte er bei Paris-Brüssel den zweiten Platz hinter Briek Schotte, dem er 1948 noch den Sieg bei dem Omloop Het Volk (vor Fausto Coppi und Marcel Hendrickx) folgen ließ.
Insgesamt sind 43 Siege für ihn verzeichnet, davon allein 23 bei Straßenrennen und jeweils 10 bei Kriterien bzw. Etappenrennen.

## Erfolge
1935
- Schaal Sels

1936
- Brüssel-Bellaire
- Schaal Sels
- Gent-Antwerpen

1937
- Scheldeprijs
- Grote Prijs Stad Zottegem

1938
- Kampioenschap van Vlaanderen Koolskamp
- Omloop der Vlaamse Gewesten

1939
- 4 Etappen Deutschland-Rundfahrt
- 1 Etappe Belgien-Rundfahrt

1941
- La Flèche Wallonne

1944
- 1944 – Grote 1-Mei Prijs

1945
- Kampioenschap van Vlaanderen Koolskamp
- Flandern-Rundfahrt

1946
- Elfstedenronde

1948
- Omloop Het Volk

## Mannschaften
- 1935 – Individuell
- 1936 – Dilecta
- 1937 – Dilecta
- 1938 – Dilecta
- 1939 – Dilecta
- 1940 – Dilecta
- 1941 – Dilecta
- 1942 – Dilecta – Wolber
- 1943 – Dilecta – Wolber
- 1944 – Individuell
- 1945 – Individuell
- 1946 – Rochet-Dunlop
- 1947 – Rochet-Dunlop
- 1948 – Rochet-Dunlop
- 1949 – Rochet-Dunlop
- 1949 – Radium
- 1950 – Zircon
- 1950 – Rochet-Dunlop